# 五稜郭機関区
五稜郭機関区（ごりょうかくきかんく）は、北海道函館市昭和4丁目 43-1にある日本貨物鉄道（JR貨物）の車両基地および乗務員基地である。

## 設備
函館本線五稜郭駅（函館貨物駅）構内の北端に位置し、JR貨物発足当初からのディーゼル機関車基地であるDL基地と、北海道旅客鉄道（JR北海道）函館運輸所青函派出所（←青函運転区）から移管された、EL基地からなる。付近にはかつて、五稜郭操車場があったため、函館本線の上下線に挟まれる形で設置されている。このほか、乗務員のみの配置区として室蘭派出がある。

### DL基地
敷地面積22887m2、最大長391.0m、最大幅86.7m。検修庫3棟（1～4・6番線）と留置線8線を有し、うち1～4番線に給油設備を設ける。以前は転車台が設置されていたが、EH800形導入に伴う1号車庫新設に当たって撤去されている。構内は基本的に非電化であるが、1号車庫内のみEH800の定置試験を行うため電化されている。

### EL基地
敷地面積31192m2、最大長4125m、最大幅450m（入出庫線を含む）。電留線6線と検修線4線、中引上線、下り引上線、機回り線、車輪旋盤線（在姿旋盤装置）からなる。すべての転轍機は電動化されており、EL庫に隣接する信号扱い所から操作される。
構内は交流20kV50Hzで電化されているが、北海道新幹線との共用区間を走行するEH800形を配置するため、検修4番線は庫内で新幹線と同様の交流25kV50Hzの通電が可能なよう2017年に改修が行われている。また検修庫と一部の電留線には新幹線区間で使用する漏洩同軸ケーブル（LCX）無線の試験用に地上装置を設けている。
なお、1989年（平成元年）のED79形の同区配置から、2016年（平成28年）3月26日の青函派出所移管まで、同区配置の電気機関車は青函派出所に検査・留置を委託する体制としていた。

## 歴史
- 1943年（昭和18年）4月25日 - 国鉄 函館機関区 五稜郭操車場給炭水所 開設[3][4]。
- 1944年（昭和19年）
  - 4月1日 - 函館機関区 五稜郭駐泊所に昇格[5]。
  - 10月11日 - 五稜郭機関区となる（森給水所・野田追給水炭所・渡島大野転向給水炭所を包含）。
- 1968年（昭和43年）10月  - 五稜郭操車場の入換用9600形の置換用にDE10形が配置される。
- 1969年（昭和44年）
  - 6月  - 扇形車庫を焼失。
  - 10月  - 本線貨物列車運転用D51形の置換用にDD51形が配置される。
- 1973年（昭和48年）3月   - 全ての蒸気機関車運用廃止により無煙化完了。
- 1987年（昭和62年）4月1日 - 国鉄分割民営化に伴い、JR貨物の管轄となる。旅客関係の機関車はJR北海道 函館運転所（現・函館運輸所）に転属した。
- 1988年（昭和63年）3月13日 - 海峡線開通に伴い、津軽海峡線区間の貨物列車運転業務を開始（JR北海道所属ED79形0番台・100番台を使用し、JR貨物（当区及び青森機関区）の運転士が乗務）。
- 1989年（平成元年） - ED79形50番台を新製配置。
  - ただし、留置はJR北海道青函運転区（→函館運輸所青函派出所）を使用[2]。検査も同区へ委託。
- 1999年（平成11年）4月1日 - ディーゼル機関車全機が鷲別機関区へ転出し、電気機関車のみの配置となる[2]。
  - 函館地区で折り返すディーゼル機関車への給油・仕業検査は引き続き実施。
- 2013年（平成25年）11月 - EH800形導入に伴う、青函派出所を含む構内のリニューアル工事を実施し、同月完了[2]。
  - DL基地の転車台を撤去し1号車庫を新設。青函派出所（→EL基地）留置線の隣に在姿旋盤装置を設置。
- 2014年（平成26年）8月30日 - 鷲別機関区の廃止に伴い[6]、入れ替え用を除く道内の貨物用ディーゼル機関車全機が転入[2]。また室蘭総合鉄道部廃止に伴い、乗務員基地の室蘭派出を設置（室蘭総合鉄道部運転課を引き継ぐ）。
- 2016年（平成28年）3月26日 - 同日のダイヤ改正でJR北海道函館運輸所青函派出所が廃止され、同所の施設および検査設備を本区へ移管[2]。

## 所属車両の車体に記される略号
- 「五」「貨」 - 五稜郭機関区を意味する「五」と、日本貨物鉄道を意味する「貨」から構成される。

黒地の「五」の札は左側、白地の「貨」の札は右側に差される。

## 所属車両
2021年3月現在。

### 電気機関車
EH800形
- 20両（901, 1 - 19号機）が所属。定期運用範囲は東青森 - 五稜郭駅間。

### ディーゼル機関車
DF200形
- 42両（1-12・51-55・57-63・102-104・108-115・117-119・121号機）が所属。

定期運用範囲は五稜郭 - 札幌貨物ターミナル駅・北旭川駅・富良野駅・北見駅・釧路貨物駅間。
56号機は事故により廃車となった。901号機は2020年11月5日に苗穂に入場してから除籍されているがいまだ工場内に留置されている。また、101・105-107・116・120・122・123号機は、愛知機関区に転属の上で200番台へと改番された。

## 過去の所属車両

### 電気機関車
ED79形
- 2015年（平成27年）3月1日当時、9両（51 - 55, 57 - 60号機）が所属。同年3月14日改正時の定期運用範囲は東青森 - 五稜郭駅間[10]。
- 貨物列車のほか、客車列車の快速「海峡」（函館 - 青森駅間）を代走牽引したことがある[11]。

### ディーゼル機関車
DD51形
- 2015年3月1日当時、5両（1089, 1150, 1152, 1162, 1165号機）が所属。但し、鷲別機関区廃止と同時に定期運用が消滅していた[10]。
- このほか、1999年4月1日まで同区所属機が存在した。